# Chhota Gobindpur
Chhota Gobindpur è una suddivisione dell'India, classificata come census town, di 24.751 abitanti, situata nel distretto del Singhbhum Orientale, nello stato federato del Jharkhand. In base al numero di abitanti la città rientra nella classe III (da 20.000 a 49.999 persone).

## Geografia fisica
La città è situata a 22° 45' 20 N e 86° 15' 22 E.

## Società

### Evoluzione demografica
Al censimento del 2001 la popolazione di Chhota Gobindpur assommava a 24.751 persone, delle quali 13.198 maschi e 11.553 femmine. I bambini di età inferiore o uguale ai sei anni assommavano a 3.041, dei quali 1.565 maschi e 1.476 femmine. Infine, coloro che erano in grado di saper almeno leggere e scrivere erano 18.749, dei quali 10.820 maschi e 7.929 femmine.